# IC 4736
IC 4736 је спирална галаксија у сазвјежђу Паун која се налази на листи објеката дубоког неба у Индекс каталогу.
Деклинација објекта је - 57° 53' 35" а ректасцензија 18h 38m 39,8s. Привидна величина (магнитуда) објекта IC 4736 износи 14,0 а фотографска магнитуда 14,6. Налази се на удаљености од 34,827 милиона парсека од Сунца. IC 4736 је још познат и под ознакама ESO 140-34, PGC 62181.